# スクリブレルス・クラブ
スクリブレルス・クラブ（The Scriblerus Club）は、ジョナサン・スウィフト、アレキサンダー・ポープ、ジョン・ゲイ、ジョン・アーバスノット、ヘンリー・シンジョン（後のボリングブルック子爵）、トマス・パーネルなどが所属した私的な友人達のグループである。
このグループは、1712年に設立されてから設立者たちが亡くなるまで続き、1732年から1745年が主な活動期間であった。その文化的に最も著名な執筆者はポープとスウィフトであった。著作物に貢献したかどうかは不明だが、このクラブの会合にはトーリー党の指導者ロバート・ハーレー（後のオックスフォード＝モーティマー伯）も時折参加していた。
このクラブは、学識の濫用を手当たり次第諷刺するプロジェクトとして始まり、それが「マルティヌス・スクリブレルス回顧録」の元になった。マルティヌス・スクリブレルスのものとされる作品は、ポープの「愚物列伝」の第2版にも含まれている。リチャード・オーエン・ケンブリッジは、このマルティヌス・スクリブレルスをヒーローとする "Scribleriad" という擬叙事詩を書いている。